# Домаші (Молодечненський район)
Домаші (біл. вёска Дамашы) — село в складі Молодечненського району Мінської області, Білорусь. Село підпорядковане Тюрлівській сільській раді, розташоване в західній частині області.